# Лінчепінг (хокейний клуб)
Лінчепінгс ГК (швед. Linköpings HC) — хокейний клуб з м. Лінчепінг, Швеція. Виступає в чемпіонаті Швеції у Шведській хокейній лізі. Домашні ігри команда проводить на СААБ Арені (8500). Офіційні кольори клубу синій, червоний і білий.

## Історія
Заснований у 1976 році. Перший сезон в Елітсерії провів у 1999—2000 роках.

## Досягнення
Чемпіонат Швеції: срібний призер (2007, 2008).

## Відомі гравці
Найсильніші гравці різних років:
- воротарі: Растіслав Станя;
- захисники: Маттіас Бекман, Карл Гуннарссон, Даніель Фернгольм, Йозеф Меліхар;
- нападники: Ніклас Перссон, Маттіас Вейнгандль, Тоні Мортенссон, Марк Гартіґен.